# Histoire de la bande dessinée en France et en Belgique
Histoire de la bande dessinée en France et en Belgique est un ouvrage documentaire rendant compte, comme l'indique son titre, de l’histoire de la bande dessinée en France et en Belgique, cela en 158 pages. Il est illustré de nombreuses planches (103) en noir et blanc ou en couleur. 
Histoire de la bande dessinée en France et en Belgique : Des origines à nos jours. Mis au jour par Henri Filippini, Jacques Glénat, Numa Sadoul et Yves Varende. Dépôt légal en 1980, publié à l'occasion d'une exposition itinérante organisée par le Ministère des Affaires étrangères, ce livre est une édition originale cartonnée, qui n’a pas été réédité.